# Blindsee
De Blindsee is een meer in Oostenrijk in de buurt van Biberwier.
Het meer is gelegen in de buurt van het hoogste punt van de Fernpass. Het meer ligt ongeveer 3 kilometer van de plaats Biberwier. De Fernpassstraße bevindt zich ten zuiden van het meer. Zestien kilometer van het meer bevindt zich het hoogste punt van Duitsland, de Zugspitze. Door het heldere water wordt in het meer aan duiksport gedaan. 